# Psychotria pichisensis
Psychotria pichisensis är en måreväxtart som beskrevs av Paul Carpenter Standley. Psychotria pichisensis ingår i släktet Psychotria och familjen måreväxter. Inga underarter finns listade i Catalogue of Life.